# قشلاق حاج حسين
قشلاق حاج‌ حسين هي قرية في مقاطعة كليبر، إيران. عدد سكان هذه القرية هو 32 في سنة 2006.